# Escándalo sobre espionaje con drones en la selección femenina de fútbol de Canadá
En julio de 2024, se descubrió que el personal de la Asociación Canadiense de Fútbol estaba utilizando drones para espiar una sesión de entrenamiento de la selección femenina de fútbol de Nueva Zelanda en los Juegos Olímpicos de París 2024. Tras la investigación periodística de este incidente, salió a la luz información que sugería que la organización había cometido espionaje sistemático a través de drones durante varios años para las selecciones nacionales masculina y femenina. Las investigaciones formales por parte de la CSA y la FIFA comenzaron de inmediato y esta última resultó en una deducción de seis puntos para la selección nacional femenina en el torneo olímpico.

## Contexto
El equipo femenil de Canadá fue sorteado junto con el de Nueva Zelanda en el Grupo A del torneo olímpico de fútbol de 2024. Los dos equipos se enfrentaron en su primer partido, el 25 de julio en el Estadio Geoffroy-Guichard en Saint-Étienne.
Antes del torneo, el 22 de julio, los jugadores de Nueva Zelanda notaron un dron volando sobre su sesión de entrenamiento y lo informaron a la policía local. Las leyes de operación de drones en Francia prohíben que los drones vuelen sobre personas y prohíben que las grabaciones realizadas por drones se compartan sin el consentimiento de los sujetos. La policía francesa ya desconfiaba de los drones en términos de seguridad en torno a los Juegos Olímpicos de París 2024. La policía de Saint-Étienne siguió al dron y encontró y detuvo a su operador, un miembro del personal del equipo canadiense. El Comité Olímpico de Nueva Zelanda (NZOC) luego informó el incidente a la unidad de integridad del Comité Olímpico Internacional (COI), antes de hacer un anuncio público al día siguiente junto con la Asociación de Fútbol de Nueva Zelanda, expresando su decepción hacia el equipo canadiense. El Comité Olímpico Canadiense (COC) luego se disculpó con el NZOC y dijo que revisarían los próximos pasos con Canada Soccer y todos los órganos rectores relevantes.
El operador del dron, el analista Joseph Lombardi, admitió después de su arresto que también había filmado otra sesión de entrenamiento de Nueva Zelanda el 19 de julio, un hecho que luego hizo público el COC. Aunque Lombardi dijo inmediatamente que el espionaje fue «una iniciativa personal», la policía encontró un intercambio de mensajes de texto en su teléfono con la entrenadora asistente Jasmine Mander que indicaba que Mander sabía del espionaje.

## Investigación
En relación con el incidente de los Juegos Olímpicos de 2024, la FIFA comenzó a investigar a Bev Priestman y a la Asociación Canadiense de Fútbol, así como a «todas las partes potencialmente involucradas», el 24 de julio. La CSA también abrió su propia investigación el mismo día, que según dijeron también «buscaría comprender la cultura histórica de la ética competitiva dentro de todos nuestros programas». La CSA y el COC confirmaron el 26 de julio que había antecedentes de espionaje dentro de sus equipos y que realizarían una revisión externa independiente. Priestman será suspendido hasta que se complete la revisión externa.